# 9512 Feijunlong
A 9512 Feijunlong (ideiglenes jelöléssel 1966 CM) a Naprendszer kisbolygóövében található aszteroida. A Bíbor-hegyi Obszervatórium fedezte fel 1966. február 13-án.
Nevét Fei Junlong kínai űrhajós után kapta.